# Orumcekia mangshan
Orumcekia mangshan is een spinnensoort in de taxonomische indeling van de nachtkaardespinnen (Amaurobiidae).
Het dier behoort tot het geslacht Orumcekia. De wetenschappelijke naam van de soort werd voor het eerst geldig gepubliceerd in 2001 door Zhang & Chang-Min Yin.